# اچ‌ام‌اس روچستر (۱۶۹۳)
اچ‌ام‌اس روچستر (۱۶۹۳) (به انگلیسی: HMS Rochester (1693)) یک کشتی بود که طول آن ۱۲۵ فوت ۵ اینچ (۳۸٫۲ متر) بود.